# تيبيريوس كورنيليس فينكلر
تيبيريوس كورنيليس فينكلر (بالهولندية: Tiberius Cornelis Winkler)‏ هو مؤرخ وعالم حيوانات هولندي، ولد في 28 مايو 1822 في ليوواردن في هولندا، وتوفي في 4 أبريل 1897 في هارلم في هولندا.